# Urapteritra falcifera
Urapteritra falcifera är en fjärilsart som beskrevs av Weyman. Urapteritra falcifera ingår i släktet Urapteritra och familjen Uraniidae. Inga underarter finns listade i Catalogue of Life.